# Rhabdodontidae
I rabdodontidi (Rhabdodontidae) sono una famiglia di dinosauri erbivori caratteristica del Cretacico superiore europeo.

## Iguanodonti primitivi
I rabdodontidi sono dinosauri ornitopodi strettamente imparentati agli iguanodontidi ma, nonostante apparvero solo alla fine dell'era dei dinosauri, essi sono più primitivi rispetto a Iguanodon e simili. Il cranio di questi dinosauri era profondo e le mascelle, viste dall'alto, avevano un curioso aspetto triangolare.

## Forme insulari
Inizialmente i rabdodontidi erano ritenuti essere uno strano gruppo di grossi ipsilofodontidi dalle forme insolitamente pesanti. La corporatura di questi animali, in effetti, era inadatta alla corsa e probabilmente i rabdodontidi si spostavano in branchi per le foreste d'Europa. I rabdodontidi, in sostanza, sembrerebbero essere stati delle forme relitte di ornitopodi primitivi: all'epoca, l'Europa era formata da una serie di piccole isole con fauna endemica, e forse alcuni ornitopodi non particolarmente evoluti poterono prosperare fino alla fine del Cretaceo.

## Generi e specie
Fino a pochi anni fa si pensava che l'unico dinosauro appartenente alla famiglia fosse Rhabdodon, della Francia e della Spagna. Nel 1993 vennero descritti i resti, largamente incompleti, di un animale denominato poi Pararhabdodon isonense, che venne considerato il più vicino parente di Rhabdodon. In seguito, però, questo dinosauro venne riconosciuto come un piccolo e primitivo rappresentante europeo degli adrosauridi lambeosaurini. Nel 2003, invece, venne descritto Zalmoxes, basato sui resti fossili di una specie della Romania (Z.robustus) precedentemente assegnata al genere Rhabdodon; al nuovo genere venne anche attribuita un'altra specie (Z.shqiperorum). Infine, un riesame dei resti di Rhabdodon risalenti al Campaniano dell'Austria permisero di re-istituire un genere (Mochlodon) descritto da Harry Govier Seeley nel 1881 per accogliere resti frammentari. Attualmente Mochlodon è considerato il più antico e primitivo tra i rabdodontidi.

## Una "linea fantasma"
Le recenti analisi filogenetiche dimostrano che i rabdodontidi costituiscono un gruppo molto primitivo di iguanodonti, e le implicazioni evoluzionistiche di queste analisi portano a riconoscere un ghost lineage, che va dagli antenati comuni dei restanti iguandonti e i rabdodontidi, fino alla comparsa di questi ultimi, un arco di tempo che dura ben 73 milioni di anni. Questa durata eccezionalmente lunga può riflettere considerevoli spazi nella documentazione paleontologica del gruppo, oppure l'isolamento geografico dei rabdodontidi in Europa durante gran parte del periodo Cretaceo. L'area di origine degli iguanodonti potrebbe essere stata il Nordamerica, mentre l'antenato comune a tutti i rabdodontidi potrebbe essersi originato già in Europa, a quell'epoca una regione dominata dai mari, con habitat terrestri costituiti da isole, molto attivi per quanto riguarda il movimento tettonico.